# The European Foundry Association
The European Foundry Association, ursprünglich "Comitee des associationes européennes de la fonderie" (CAEF), ist der Dachverband der nationalen europäischen Gießereiverbände. Größter Einzelband ist der deutsche Verband, der Bundesverband der Deutschen Gießereindustrie (BDG). Die Organisation CAEF wurde 1953 gegründet und hat Mitglieder aus 19 europäischen Staaten.

## Mitgliedsverbände
(Stand 2008)
Belgien, Dänemark, Deutschland (Eisen-, Stahl und Tempergießereien), Deutschland (sonstige Metalle), Finnland, Frankreich, Großbritannien, Ungarn, Italien, Litauen, Niederlande, Norwegen, Österreich, Polen, Portugal, Slowenien, Schweiz, Tschechien, Türkei. 

## Sonstiges
Im Französischen steht die Abkürzung CAEF auch für 'Centre des Archives Èconomiques et Financières'. 